# Statistiques et records du Liverpool FC
Cette liste contient les records du Liverpool FC.

## Statistiques

### Compétitions nationales
Le tableau qui suit résume les statistiques de Liverpool dans les compétitions nationales, anglaises, de la création du club à la date de mise à jour. Trois matchs de championnat de la saison 1939-1940 ne sont pas comptés car le championnat s'est arrêté par la suite à cause de la Deuxième Guerre mondiale. Les matchs de coupe gagnés ou perdus aux tirs au but sont comptabilisés comme matchs nuls.
| Compétition                | Matchs joués | Victoires | Matchs nuls | Défaites | Buts pour | Buts contre |
| -------------------------- | ------------ | --------- | ----------- | -------- | --------- | ----------- |
| Championnat d'Angleterre   | 3524         | 1650      | 851         | 1023     | 6071      | 4527        |
| Coupe d'Angleterre         | 404          | 211       | 92          | 101      | 670       | 382         |
| Coupe de la Ligue anglaise | 204          | 118       | 46          | 40       | 413       | 195         |

Mis à jour le 17 janvier 2009

### Compétitions européennes
| Compétition                            | Matchs joués | Victoires | Matchs nuls | Défaites | Buts pour | Buts contre |
| -------------------------------------- | ------------ | --------- | ----------- | -------- | --------- | ----------- |
| Ligue des champions                    | 165          | 93        | 38          | 34       | 303       | 136         |
| Coupe d'Europe des vainqueurs de coupe | 29           | 16        | 5           | 8        | 57        | 29          |
| Coupe UEFA                             | 73           | 40        | 19          | 14       | 116       | 55          |
| Supercoupe de l'UEFA                   | 7            | 4         | 1           | 2        | 16        | 10          |
| Coupe intercontinentale                | 2            | 0         | 0           | 2        | 0         | 4           |
| Total                                  | 276          | 153       | 63          | 60       | 492       | 234         |

## Record par joueur

### Apparences
- Le plus grand nombre d'apparences avec l'équipe première : Ian Callaghan (857)
- Le plus grand nombre d'apparences en championnat : Ian Callaghan (640)

Les joueurs ayant le plus joué en championnat avec le Liverpool FC
| Joueur           | Matchs | Période   |
| Ian Callaghan    | 640    | 1959-1978 |
| Jamie Carragher  | 508    | 1996-2013 |
| Billy Liddell    | 495    | 1945-1961 |
| Emlyn Hughes     | 474    | 1966-1979 |
| Ray Clemence     | 470    | 1968-1981 |
| Ian Rush         | 468    | 1980-1996 |
| Tommy Smith      | 467    | 1962-1978 |
| Steven Gerrard   | 462    | 1998-2015 |
| Bruce Grobbelaar | 440    | 1981-1994 |
| Alan Hansen      | 436    | 1977-1990 |
| Elisha Scott     | 430    | 1912-1934 |
| Chris Lawler     | 406    | 1962-1976 |
| Roger Hunt       | 404    | 1959-1970 |
| Donald McKinlay  | 393    | 1909-1929 |
| Arthur Goddard   | 388    | 1901-1914 |
| Ronnie Whelan    | 363    | 1980-1994 |
| Gordon Hodgson   | 359    | 1925-1936 |
| Ron Yeats        | 358    | 1961-1971 |
| Alan A'Court     | 355    | 1952-1965 |
| Kenny Dalglish   | 355    | 1977-1990 |
| Ronnie Moran     | 343    | 1952-1965 |

- Le plus grand nombre d'apparences en FA Cup : Ian Callaghan (79)
- Le plus grand nombre d'apparences en Coupe de la Ligue : Ian Rush (78)
- Le plus grand nombre d'apparences en match européen : Jamie Carragher (106)
- Le joueur le plus vieux : Ted Doig à 41 ans et 165 jours v Newcastle United (ext), 11 avril 1908
- Le joueur le plus jeune : Max Thompson à 17 ans et 129 jours v Tottenham Hotspur (ext) 8 mai 1974
- Le joueur le plus jeune  en Ligue des champions : Stefan Bajčetić à 17 ans, 10 mois et 22 jours v Ajax Amsterdam (dom) 13 septembre 2022[2],[3]
- Le plus de saisons en jouant tous les matchs : Phil Neal (9)
- Le plus grand nombre d'apparences consécutives : Phil Neal (417) du 23 octobre 1976 au 24 septembre 1983
- Le joueur ayant joué le plus longtemps : Elisha Scott – 21 ans et 52 jours : de 1913 à 1934
- Le plus vieux débutant : Ted Doig à 37 ans et 307 jours v Burton U (dom) le 1er septembre 1904

Dans l'actuel effectif, Steven Gerrard détient le plus grand nombre d'apparitions : il totalise 601 matchs au 13 novembre 2012.

### Buts

#### Total
- Plus grand nombre de buts en équipe première : Ian Rush (346)

Joueurs ayant le plus marqués de buts en championnat avec le Liverpool FC
| Joueur            | Buts | Période                |
| Roger Hunt        | 245  | (1959-1970)            |
| Gordon Hodgson    | 232  | (1925-1936)            |
| Ian Rush          | 228  | (1980-1996)            |
| Billy Liddell     | 216  | (1945-1961)            |
| Mohamed Salah     | 185  | (2017-)                |
| Harry Chambers    | 135  | (1918-1929)            |
| Robbie Fowler     | 128  | (1993-2001, 2006-2007) |
| Jack Parkinson    | 123  | (1899-1914)            |
| Sam Raybould      | 119  | (1900-1907)            |
| Kenny Dalglish    | 118  | (1977-1990)            |
| Michael Owen      | 118  | (1997-2004)            |
| Dick Forshaw      | 117  | (1919-1927)            |
| Steven Gerrard    | 106  | (1998-2015)            |
| Jack Balmer       | 99   | (1935-1952)            |
| Ian St. John      | 95   | (1961-1971)            |
| Sadio Mané        | 90   | (2016-2022)            |
| John Barnes       | 84   | (1987-1997)            |
| Roberto Firmino   | 82   | (2015-2023)            |
| Jimmy Melia       | 76   | (1955-1964)            |
| Arthur Goddard    | 75   | (1901-1914)            |
| Albert Stubbins   | 75   | (1946-1953)            |
| Berry Nieuwenhuys | 74   | (1933-1947)            |
| John Toshack      | 74   | (1970-1978)            |
| Jack Cox          | 72   | (1897-1909)            |

- Plus grand nombre de buts en FA Cup : Ian Rush (39).
- Plus grand nombre de buts en Coupe de la Ligue : Ian Rush (48).
- Plus grand nombre de buts en étant remplaçant : David Fairclough (18).
- Plus grand nombre de hat-tricks : Gordon Hodgson (17).
- Plus grand nombre de hat-tricks dans une saison : Roger Hunt (5 en 1961-62).
- Plus grand nombre de pénalties marqués : Jan Molby (42).
- Plus grand nombre de matchs sans marqué : Ephraim Longworth (371).
- Le plus jeune buteur : Michael Owen 17 ans et 144 jours contre Wimbledon à l'extérieur le 6 mai 1997.
- Le plus vieux buteur : Billy Liddell 38 ans et 55 jours contre Stoke City à domicile le 5 mars 1960.

Le premier joueur de Liverpool à avoir marqué contre son camp est Thomas Cleghorn le 27 décembre 1897 contre Sunderland à domicile en championnat.

#### Europe
- Plus grand nombre de buts en matchs européens : Mohamed Salah (50)

Le tableau suivant est une liste des joueurs ayant mis un but évènement dans l'histoire du Liverpool Football Club en coupe d'Europe.
| n°  | Joueur         | Minute | Date              | Adversaire                   | Stade             |
| 1   | Gordon Wallace | 3      | 17 août 1964      | KR Reykjavik                 | Laugardalsvöllur  |
| 50  | Roger Hunt     | 54     | 7 novembre 1967   | TSV Munich 1860              | Anfield           |
| 100 | Steve Heighway | 25     | 13 décembre 1972  | BFC Dynamo Berlin            | Anfield           |
| 150 | Jimmy Case     | 61     | 28 avril 1976     | FC Bruges                    | Anfield           |
| 200 | Emlyn Hughes   | 13     | 19 décembre 1978  | Anderlecht                   | Anfield           |
| 250 | Alan Kennedy   | 61     | 2 novembre 1982   | HJK Helsinki                 | Anfield           |
| 300 | Dean Saunders  | 39     | 11 décembre 1991  | FC Wacker Innsbruck          | Anfield           |
| 350 | Nick Barmby    | 29     | 14 septembre 2000 | FC Rapid Bucarest            | Giuleşti          |
| 400 | Emile Heskey   | 89     | 2 octobre 2002    | Spartak Moscou               | Anfield           |
| 450 | Djibril Cissé  | 26     | 19 juillet 2005   | The New Saints Football Club | Racecourse Ground |
| 500 | Yossi Benayoun | 32     | 6 novembre 2007   | Besiktas JK                  | Anfield           |

### Sélections
- Plus grand nombre de sélections internationales : Steven Gerrard (109) avec l'Angleterre.
- Plus grand nombre de buts internationaux : Mohamed Salah (59) avec l’Égypte.

## Record des managers

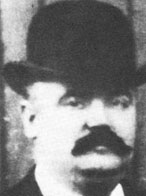
Tom Watson, le manager qui est resté le plus longtemps à Liverpool FC

- Premiers managers : W. E. Barclay et John McKenna, du 15 février 1892 au 16 août 1896.
- Le manager qui est resté le plus longtemps : Tom Watson, du 17 août 1896 au 6 mai 1915.
- Le manager qui a fait le plus de matchs : Bill Shankly qui a été manager du club pour 783 matches pendant une période de 14 ans et 7 mois de décembre 1959 à juillet 1974.

## Record du club

### Premières
- Premier match : Liverpool 6-1 Rotherham Town, match amical, le 1er septembre 1892.
- Premier match en Lancashire League : Liverpool 8-0 Higher Walton, le 3 septembre 1892.
- Premier match en championnat : Liverpool 2-0 Middlesbrough Ironopolis, Seconde Division, le 2 septembre 1893.
- Premier match en FA Cup : Liverpool 3-0 Grimsby Town, 1er tour, le 27 janvier 1894.
- Premier match européen : Liverpool 5-0 KR Reykjavik, Coupe européenne, 1er tour, le 17 août 1964

### Matchs records
| - Championnat d'Angleterre - À domicile : 10-1 - Rotherham Town (18 février 1896) - À l'extérieur : 7-0 - Burton Swifts (29 février 1896) - Coupe d'Angleterre - À domicile : 9-0 - Newtown (29 octobre 1892) - À l'extérieur : 7-0 - Birmingham City (21 mars 2006) - Coupes d'Europe - À domicile : 11-0 - Strømsgodset IF (17 septembre 1974, Coupe d'Europe des vainqueurs de coupe) - À l'extérieur : 5-0 - KR Reykjavik (17 août 1964) - Crusaders (28 septembre 1976) - Haka (8 septembre 2001, Ligue des champions) |

| - Championnat d'Angleterre - À domicile : 0-6 - Sunderland (19 avril 1930) - À l'extérieur : 1-9, 0-8 - Birmingham City (11 décembre 1954) - Huddersfield Town (10 novembre 1934) - Coupe d'Angleterre - À domicile : 1-5 - Derby County (2 mars 1898) - À l'extérieur : 0-5 - Bolton Wanderers (26 janvier 1946) - Coupes d'Europe - À domicile : 2-5 - Real Madrid CF (Ligue des champions 2022-2023, 1/8 finale) - À l'extérieur : 1-5 - Ajax Amsterdam (Coupe des villes de foires 1966-1967, 2e tour) |

### Transfert record
- Record d'argent dépensé lors d'un transfert : Virgil van Dijk (84 millions d'euros)
- Record d'argent perçu lors d'un transfert : Philippe Coutinho (160 millions d'euros)

### Affluences
| - Championnat d'Angleterre - À domicile - 58 757 contre Chelsea, 1949-1950. - Coupe d'Angleterre - À domicile - 61 905 contre Wolverhampton au 5e tour de l'édition 1951-1952. - Coupe de la Ligue - À domicile - 50 880 contre Nottingham Forest, en demi-finale retour 1979-1980. - Coupes d'Europe - À domicile - 55 104 contre FC Barcelone, demi-finale retour de la demi-finale UEFA 1975-1976. |

| - Championnat d'Angleterre - À domicile (avant guerre) - 1 000 contre Loughborough Town le 7 décembre 1895. - À domicile (après guerre) - 11 976 contre Scunthorpe United pour un match de 2e division le 22 avril 1959. - Coupe d'Angleterre - À domicile (avant-guerre) - 4 000 contre Newton Heath le 29 octobre 1892 au 2e tour qualificatif. - À domicile (après-guerre) - 11 207 contre Chester City, 3e tour retour 1945-1946 - Coupe de la Ligue - À domicile - 9 902 contre Brentford, 2e tour retour 1983-1984 - Coupes d'Europe - À domicile - 12 021 contre Dundalk, 1er tour aller de la Coupe d'Europe 1982-1983 |

## Sources
- Records sur liverpoolfc.tv